# Aeroportul Lannion – Côte de Granit
Aeroportul Lannion – Côte de Granit (IATA: LAI, ICAO: LFRO) este un aeroport din Lannion, Côtes-d'Armor, Bretania, Zona de apărare și securitate Vest⁠(d), Franța metropolitană, Franța ce deservește zona Lannion. Aeroportul a fost tranzitat în martie 2018 de 850 de pasageri. A fost numit după zona deservită.
Situat la o altitudine de 88 m, aeroportul dispune de o singură pistă.